# タイニー・ティム
タイニー・ティム（Tiny Tim,  1932年4月12日 - 1996年11月30日）は、アメリカ合衆国の歌手、俳優である。

## 来歴
1932年、ニューヨーク市のマンハッタンに生まれる。母親は1914年にブレストから来たユダヤ系移民で、政府系の仕事に就いており、父親はレバノンからの移民で繊維工業に従事していた。幼い頃から音楽に対して並々ならぬ興味を抱き、5歳の頃に父親から買い与えられた蓄音機を何時間も聴くほどで、6歳でギターを習得し始め、時間があれば地元ニューヨークの公立図書館に通い、音楽に関する書物を読みふけったという。11歳になるとヴァイオリンを習い、後に彼のトレードマークともなるウクレレへ情熱が引き継がれた。
その後、映画会社MGMのニューヨーク支社内の郵便配達人を経て、地元のダンスクラブでパフォーマンスを開始。1950年代後半からは「ラリー・ラブ」という芸名でタイムズ・スクエアなどで活動していたが、1960年代初頭にグリニッジ・ヴィレッジで人気が出始め、芸能界への道が開けた。芸名は何度も変更したが、チャールズ・ディケンズが執筆した小説『クリスマス・キャロル』に出てくる登場人物「タイニー・ティム」という芸名に落ち着き、その後もその名前で活動を継続させた。
ウクレレによる独特の曲調と自身の声色でパフォーマンスするキャラクターが評判となり、1968年、ジョニー・カーソンが司会を務める深夜トークショー『ザ・トゥナイト・ショー』でテレビ出演。その名前は幅広く知れ渡ることとなる。
初のアルバム「God Bless Tiny Tim」が1968年、全米７位。シングル、｢Tip-Toe Thru The Tulips With Me/チューリップ畑でお散歩｣は、同1968年に米国17位を記録した
彼によるカバー曲の『Tiptoe Through the Tulips』は2010年のジェームズ・ワン監督によるホラー映画『インシディアス』で使用された。

### 私生活
これまでに3度の結婚歴があり、1969年に最初の妻、Vicki Budingerと結婚し、1児をもうけた。しかし1977年に二人は離婚。1984年に二番目の妻Jan Alweiss Kauryと結婚し、夫婦関係は11年続いたが1995年に再び離婚している。同年に3番目の妻のSue Gardnerと3度目の再婚を果たしたが、翌年の1996年にティムが死去したことにより、二人の夫婦関係は1年で終わった。

### 死去
1996年11月30日、ミネソタ州のミネアポリスで開催されていたチャリティイベントのコンサートでパフォーミング中に倒れ、そのまま心停止で帰らぬ人となった。64歳だった。

## 歌手活動

### ディスコグラフィ
- God Bless Tiny Tim (1968)
  - タイニー・ティムに神のご加護を
- Tiny Tim's 2nd Album (1968)
- The Beatles' 1968 (1968)
- For All My Little Friends (1969)
- Tip Toe To The Gas Pumps / The Hickey (1979)
- Wonderful World Of Romance (1980)
- Tiny Tim: The Eternal Troubadour (1986)
- Tip-Toe Thru The Tulips/ Resurrection (1987)
- Leave Me Satisfied (1989)
- The Heart Album (1991)
- Tiny Tim Rock (1993)
- I Love Me (1993)
- Songs of an Impotent Troubadour (1994)
- Tiny Tim's Christmas Album 1994 (1994)
  - タイニー・ティムのクリスマス・アルバム
- Live in Chicago with the New Duncan Imperials (1995)
- Prisoner of Love: A Tribute to Russ Columbo (1995)
- Tiny Tim Unplugged (1996)
- Girl （1996) with Brave Combo
  - ガール（共演：ブレイブ・コンボ）
- The Eternal Troubadour: Tiny Tim Live in London (1997)
- Chameleon (2006)
- Wonderful World of Romance (2006)
- Tiny Tim's America (2016)
- Complete Singles Collection 1966-1970 (2016)
  - コンプリート・シングルズ・コレクション 1966-1970

## 出演作品

### 映画
- ノーマル・ラブ Normal Love (1963) ※実験映画
- 鬼警部アイアンサイド Ironside (1967) ※テレビ映画版
- Masters of the Gridiron (1985)
- Blood Harvest (1987)
- Turn of the Century (1995)

### テレビ番組
- トゥナイト・ショー・ウィズ・ジョニー・カーソン The Tonight Show Starring Johnny Carson (1968 - 1979) ※本人
- レッド・スケルトン・ショー The Red Skelton Show (1970)
- マイク・ダグラス・ショー The Mike Douglas Show (1969 - 1979) ※本人
- 恋愛専科 Love, American Style (1971)
- レイト・ナイト・ウィズ・コナン・オブライエン Late Night with Conan O'Brien (1996) ※本人